# Attinopora zealandica
Attinopora zealandica is een mosdiertjessoort uit de familie van de Cinctiporidae. De wetenschappelijke naam van de soort is, als Pustulopora zealandica, voor het eerst geldig gepubliceerd in 1850 door Mantell.